# Heteroturris
Heteroturris is een geslacht van weekdieren uit de klasse van de Gastropoda (slakken).

## Soorten
- Heteroturris gemmuloides Sysoev, 1997
- Heteroturris serta Sysoev, 1997
- Heteroturris sola Powell, 1967